# Bomber Bob
Bomber Bob è un videogioco di genere sparatutto a scorrimento, sviluppato e pubblicato da Idea Software nel 1990, per Amiga.

## Modalità di gioco
Il gioco, caratterizzato da un design cartoonesco, è uno sparatutto a scorrimento verticale in cui si comanda il protagonista Bob, un cane bobtail antropomorfo che pilota un aeroplano. La partita comincia con quattro vite a disposizione; lo scopo di essa è pilotare l'aeroplano di Bob e sparare proiettili contro i nemici che gli vengono addosso, e bombe a degli oggetti che si trovano sul fondo dello stage, con la possibilità di spostarsi su due livelli, uno superiore e uno inferiore. Il gioco è composto da sei livelli divisi in più aree denominate "cartelli", contraddistinti da varie ambientazioni, dove nell'ultima di esse si affronterà il boss finale, ovvero il Professor Pollo. Alla fine di ogni area, le fasi shooter sono intervallate da delle sezioni tridimensionali, all'interno di gallerie a struttura vettoriale dove la visuale si sposta dietro la coda dell'aeroplano. Alla fine di queste fasi si accederà a un distributore automatico dove poter scegliere e acquistare delle armi che conferiranno potenziamenti al velivolo. Questi possono essere acquistati con delle monete che vengono guadagnate durante la partita, eliminando un certo numero di nemici.

## Accoglienza
Bomber Bob riscosse un discreto successo, soprattutto in Italia, dove ricevette critiche positive. La rivista The Games Machine diede un 84% di voto.

## Colonna sonora
Per il tema d'introduzione del gioco, Idea Software utilizzò la canzone Esatto! di Francesco Salvi, nota all'epoca per essere stata cantata dal comico durante il Festival di Sanremo 1989. Per le versioni straniere, fu utilizzato un remix del brano Old MacDonald Had a Farm.